# 史賓格犬
史賓格犬（英語：English Springer Spaniel）别名英国激飞猎犬，源於英國（早於1576年已有記載），為狩獵用的激飛獵犬，亦可作尋回犬使用。由於非常聰明、服從性高，而且嗅覺靈敏，被各地海關及警察機構訓練成為專門搜索違禁品（毒品或爆炸品）的犬種。身高约48-51厘米，体重约22-24千克。